# St. Petri (Dachwig)

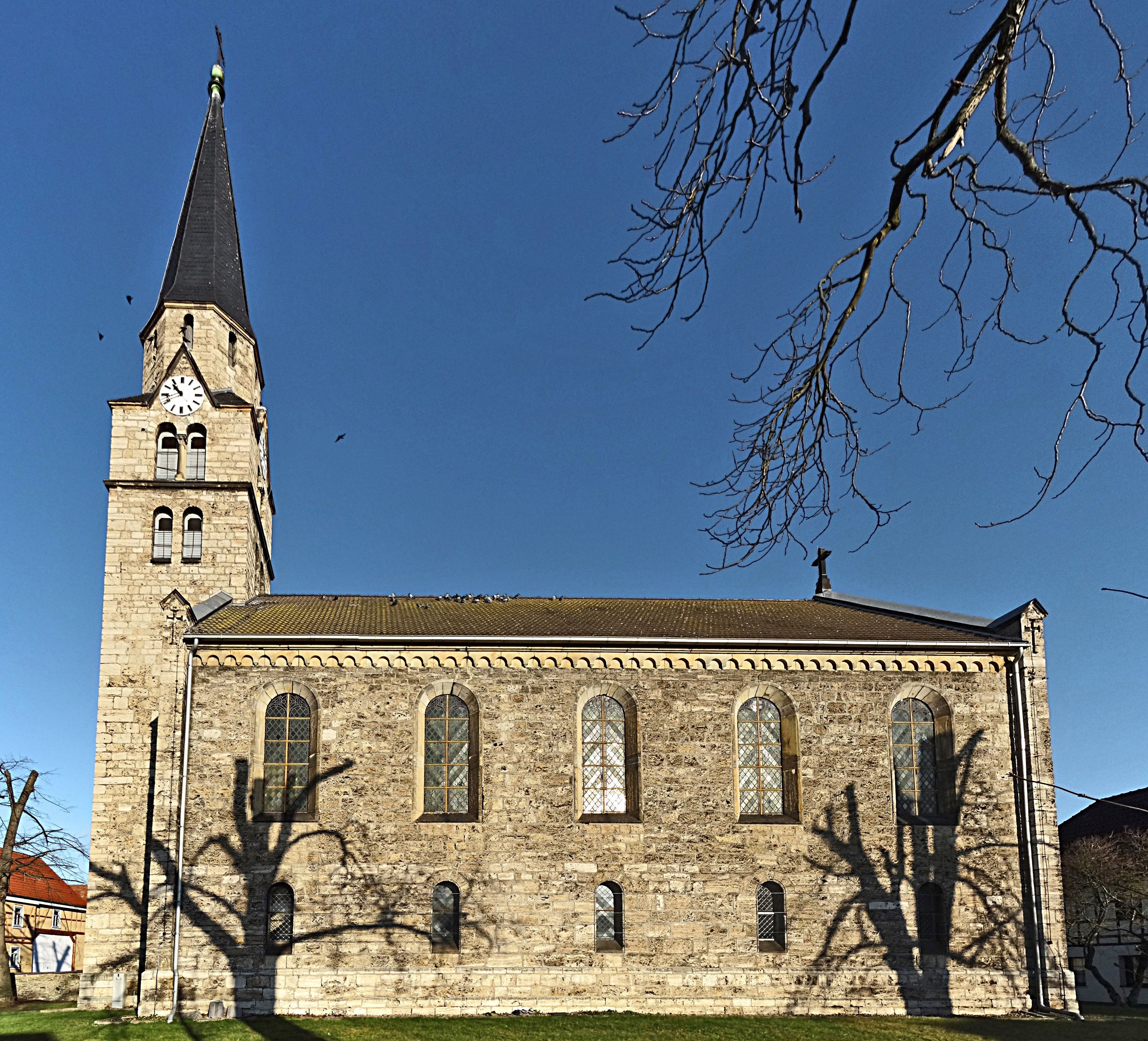
Die Südseite der Kirche

Die Kirche St. Petri ist eine 1863 im Rundbogenstil erbaute evangelische Dorfkirche in Dachwig im Landkreis Gotha in Thüringen.

## Geschichte

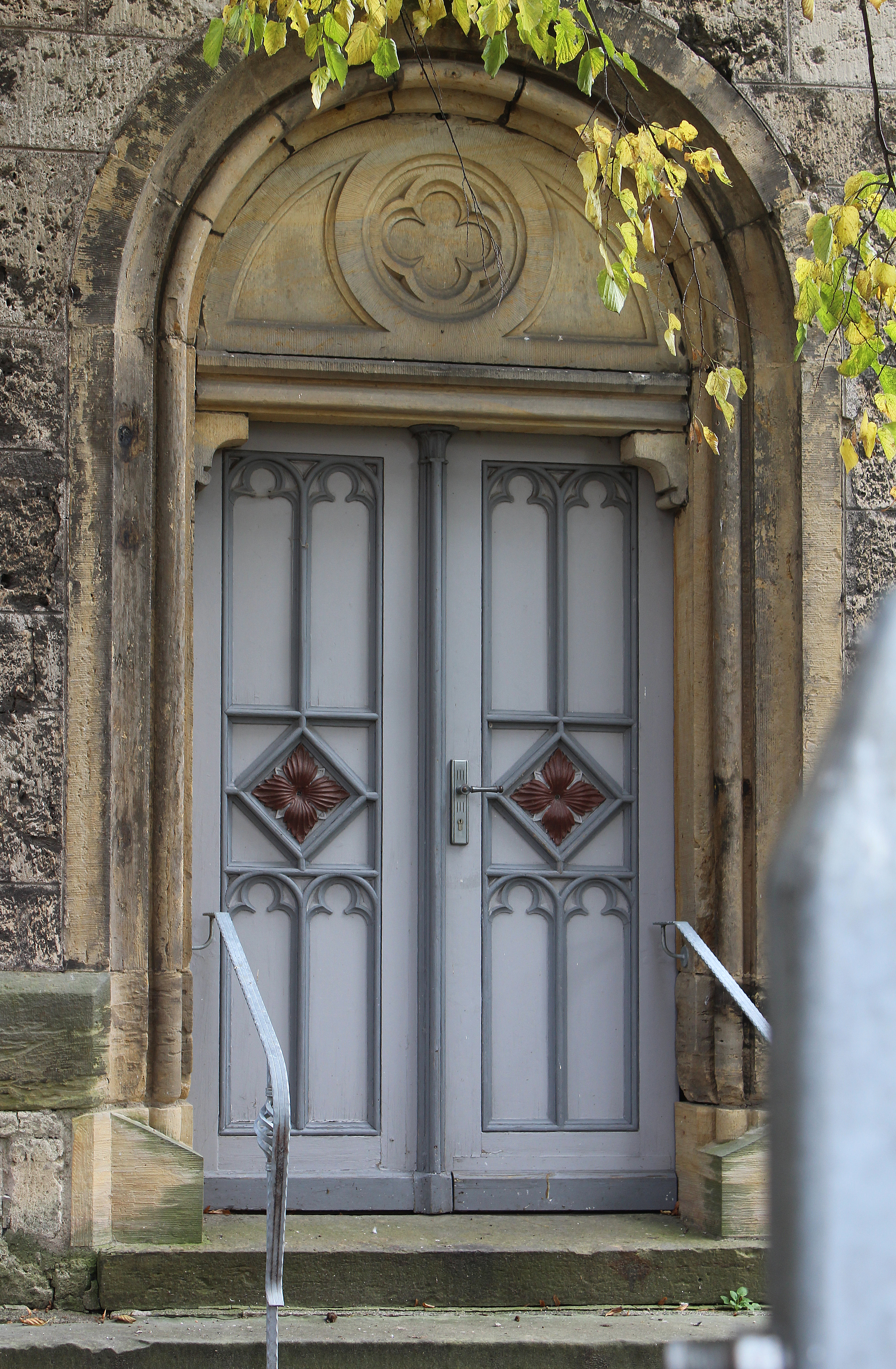
Das Portal

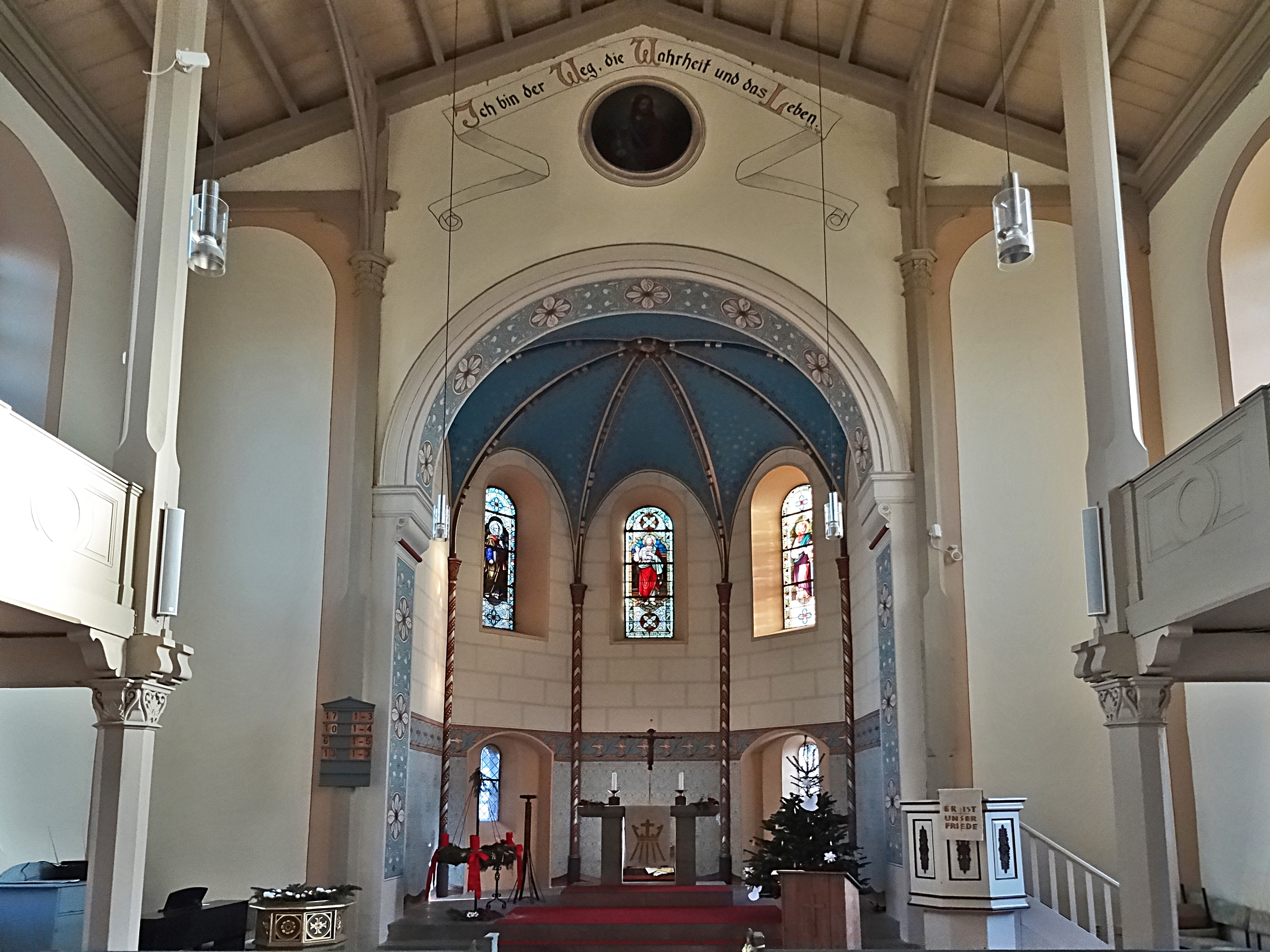
Blick auf die Apsis

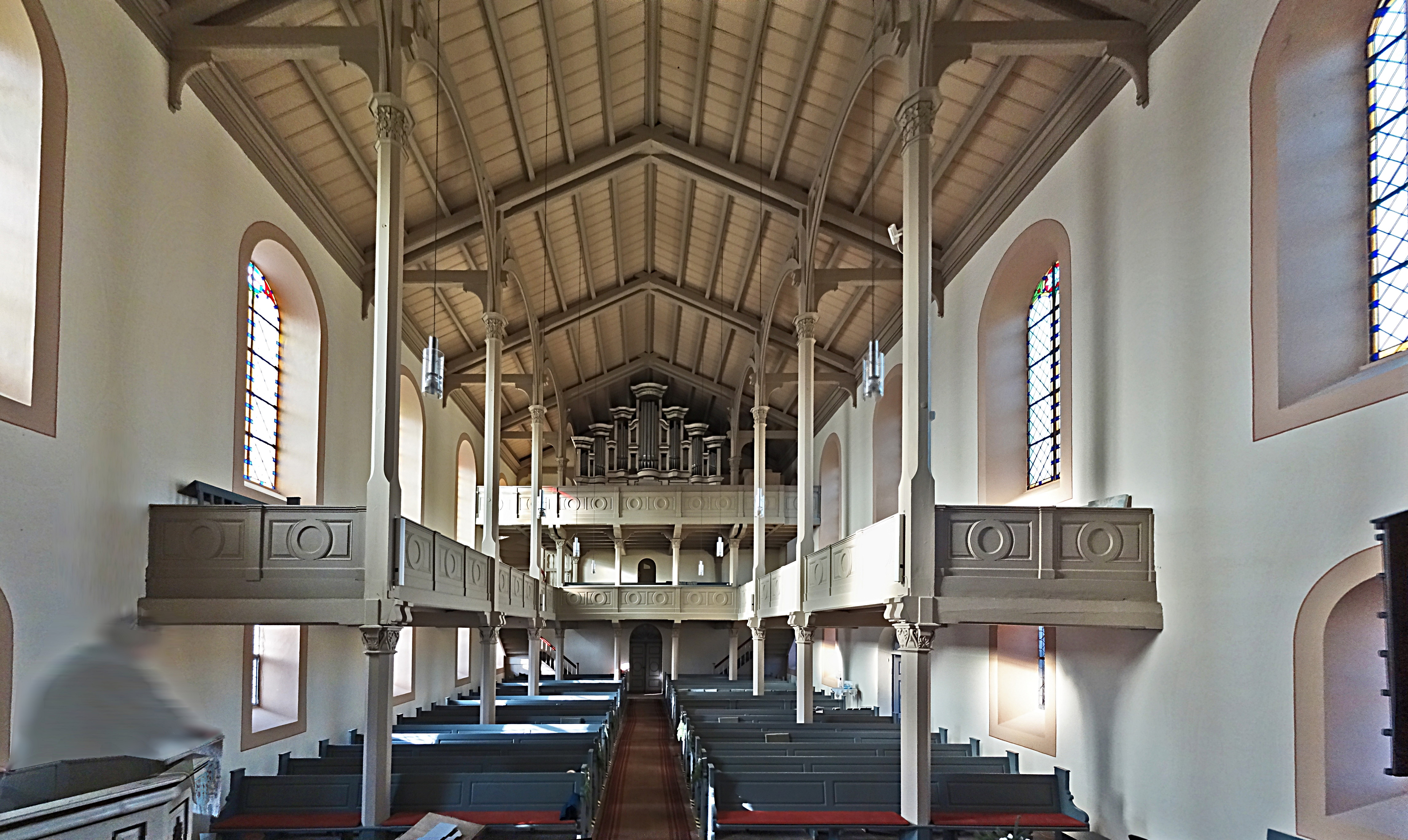
Blick auf die Orgelempore

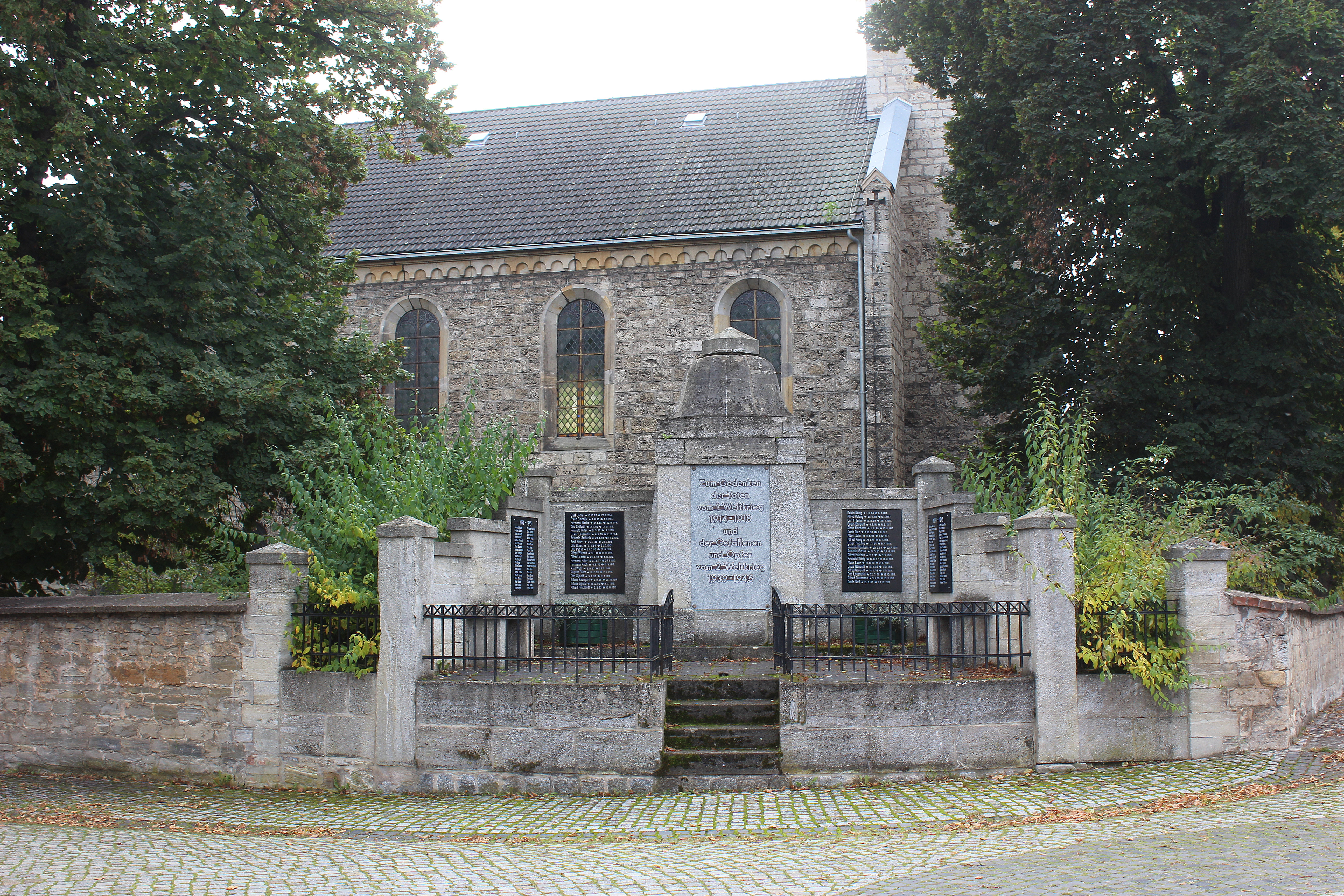
Kriegerdenkmal

Schon 876 wurde ein Kirchengebäude in Dachwig erwähnt. 1208 wurde gemäß der Dorfchronik eine Kapelle St. Sebastian an der Stelle der heutigen Kirche errichtet. 1400 baute man eine weitere, St. Johannes gewidmete, Kirche vor dem 1495 errichteten Niedertor, also außerhalb des ehemaligen Ortes.
1524 wurde Dachwig evangelisch und die Kapelle St. Sebastian wird zur Kirche St. Petri umgebaut. Ein Jahr später trat der erste evangelische Pfarrer, Johann Spinler, seinen Dienst an. 1794 erhielt die Kirche eine Orgel des ortsansässigen Orgelbauers Johann Michael Hesse. Wegen erheblicher Bauschäden wurde die mittelalterliche Kirche 1862 abgerissen.
Im November 1863 konnte bereits der Neubau an alter Stelle wieder als St. Petri geweiht werden. Die Orgel wurde in das neugebaute Gebäude umgesetzt. Um 1900 wurde die Kirche neu ausgemalt. Nach dem Ersten Weltkrieg wurde auf dem Kirchhof ein großes Kriegerdenkmal errichtet.
1943 wurde die große Glocke für Kriegszwecke eingeschmolzen. 1963 erhielt die Kirche eine schlichte Ausmalung, und der Kanzelaltar wurde entfernt. 2004 wurde die Orgel grundlegend saniert. Der Kirchplatz wurde 2009 mit alten Pflastersteinen neu gestaltet. 2014/15 wurde das Kirchenschiff neu ausgemalt und 2017 der Altarraum nach dem Vorbild der Farbfassung von 1900 neugestaltet. Heute (1923) gehört die Kirche mit den Gemeinden Dachwig, Elxleben, Walschleben und Witterda zum Pfarrbereich Elxleben des Kirchenkreises Erfurt. Pfarrer ist Olaf Meyer.

## Architektur
Es handelt sich um einen Bau des Historismus mit einem Kirchturm im Westen und einer Apsis mit Fünfachtelschluss im Osten. Der Baustil trägt Merkmale des zeitgenössischen Rundbogenstils, der sich an den spätbyzantinischen und romanischen Kirchen Oberitaliens orientierte. Typisch ist das relativ flachgeneigte Pfettendach, das im inneren einen offenen Blick auf die hölzerne Dachkonstruktion erlaubt. Es gibt eine große Empore an drei Seiten, deren Stützen bis unter das Dach geführt sind und den Pfetten eine mittlere Unterstützung bieten. In Längsrichtung sind sie untereinander durch bogenförmige Hölzer und zudem mit knaggenunterstützen Balken mit den Außenwänden verbunden. An der Westseite befindet sich eine zweite Empore, die die hier neu aufgebaute Hesse-Orgel trägt.